# Miquel Thomàs de Taixequet i Fluixà
Miquel Thomàs de Taixequet i Fluixà (Llucmajor, Mallorca, 1528 - Lleida, 1578) fou un bisbe i canonista mallorquí.
Thomàs de Taixequet pertanyia a la família propietària de la possessió de Son Taixaquet, a Llucmajor, com el seu oncle el també bisbe Francesc Thomàs de Taixequet i Frígola. Cursà estudis de filosofia a Barcelona per després anar a París i a Bolonya on estudià respectivament teologia i dret. A Bolonya fou deixeble de Lelio Socino, un reformador i humanista italià que era contrari al "Dogma de la Santíssima Trinitat", seguint els escrits de l'espanyol Miguel Servet.
Assistí al concili de Trento com a procurador del seu oncle, bisbe d'Empúries de Sardenya (actualment Castelsardo) i del bisbe d'Agnani i hi tingué una actuació important com a canonista. A partir de l'any 1563 treballà a Roma en la revisió del Decret de Gracià amb Antoni Agustí, pioner en la recerca històrica dels cànons de la llei. Poc abans de morir fou nomenat canonge sagristà de Mallorca i bisbe de Lleida (1577), ciutat aquesta darrera on morí poc després de prendre possessió.
La seva obra més important és el tractat Disputationes quaedam Ecclesiasticae (1565), en el qual fa una defensa de la doctrina catòlica enfront d'altres religions i heretgies. També proposà la unificació de les províncies eclesiàstiques de Tarragona i de València, basant-se en la semblança dels seus costums i, especialment, per l'ús de la llengua catalana. Tanmateix molts dels seus tractats canònics restaren manuscrits.
Altres obres foren Orationes duae civilis (1556), De Conciliis provincialis ac diocesanis (1569), i L. Coelii Lactantii Firmiani Divinarvm Institvtionvm Libri VII (1570).
El 1962 l'Ajuntament de Llucmajor el declarà fill il·lustre.